# Chiesa della Natività della Vergine in Putinki
La chiesa della Natività della Vergine in Putinki (in russo Церковь Рождества Богородицы в Путинках?) è una chiesa di Mosca. Tra i più pittoreschi edifici religiosi della capitale russa, è una delle ultime chiese con tetto a cuspide della storia dell'architettura russa. Per definirne lo stile, l'architetto francese Eugène Viollet-le-Duc fece ricorso al termine "gotico russo".
La struttura è composta da sei cuspidi disposte in modo altamente inusuale. Tre di esse, disposte a schiera, coronano la chiesa. La quarta cuspide corona il refettorio, mentre al centro si trova il campanile. Il sagrato termina in stile piramidale. Un primo restauro interessò la chiesa nel 1897, ad opera dell'architetto Nikolaj Sultanov. Un secondo intervento fu invece realizzato nel 1957.

## Storia e descrizione
I lavori di costruzione dell'edificio iniziarono nel 1649, a seguito dell'incendio di una precedente struttura in legno dedicata alla Natività della Beata Vergine Maria. Furono voluti dallo zar Alessio I, allo scopo di abbellire la strada che da Mosca conduceva al monastero della Trinità di San Sergio. Nel 1652 la chiesa fu finalmente completata, ma l'anno seguente il patriarca di Mosca Nikon decise di vietare la costruzione di altre chiese con tetto a cuspide. Per questa ragione, la Chiesa della Natività della Vergine in Putinki è l'ultima delle chiese di questo tipo presenti a Mosca. La leggenda narra che Nikon, in cammino verso il monastero di Sergiev Posad rimase scandalizzato dallo stile poco ortodosso della chiesa.
Nel 1930 l'edificio ospitò la fraternità del monastero Vysoko-Petrovskij, chiuso nel 1926 dalle autorità sovietiche. Dal 1935 la chiesa subì la stessa sorte. Nell'edificio furono dapprima insediati degli uffici e, in seguito, addirittura la direzione di un circo. Nel 1990 il tempio fu finalmente riconsegnato alla Chiesa ortodossa russa. L'anno seguente l'egumeno Serafim Šlykov fu trovato morto in circostanze misteriose. I riti di culto, dopo i decenni di chiusura imposti dal governo comunista, ripresero abitualmente dall'agosto 1991. Un importante contributo alla riapertura della chiesa fu dato dall'attore Aleksandr Abdulov, i cui funerali nel 2008 si svolsero, non a caso, presso questo edificio.

## Galleria d'immagini

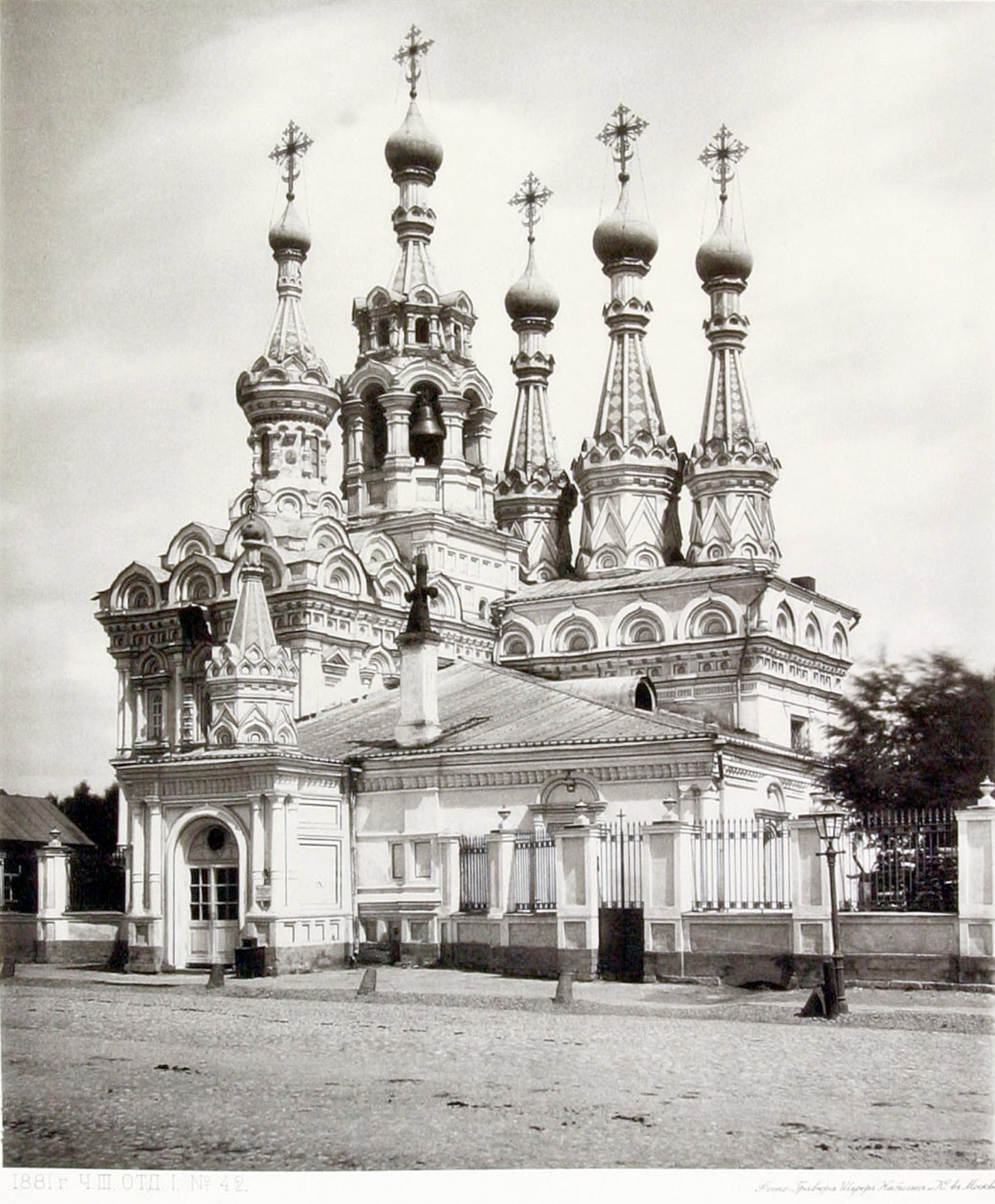
Chiesa della Natività nel 1882

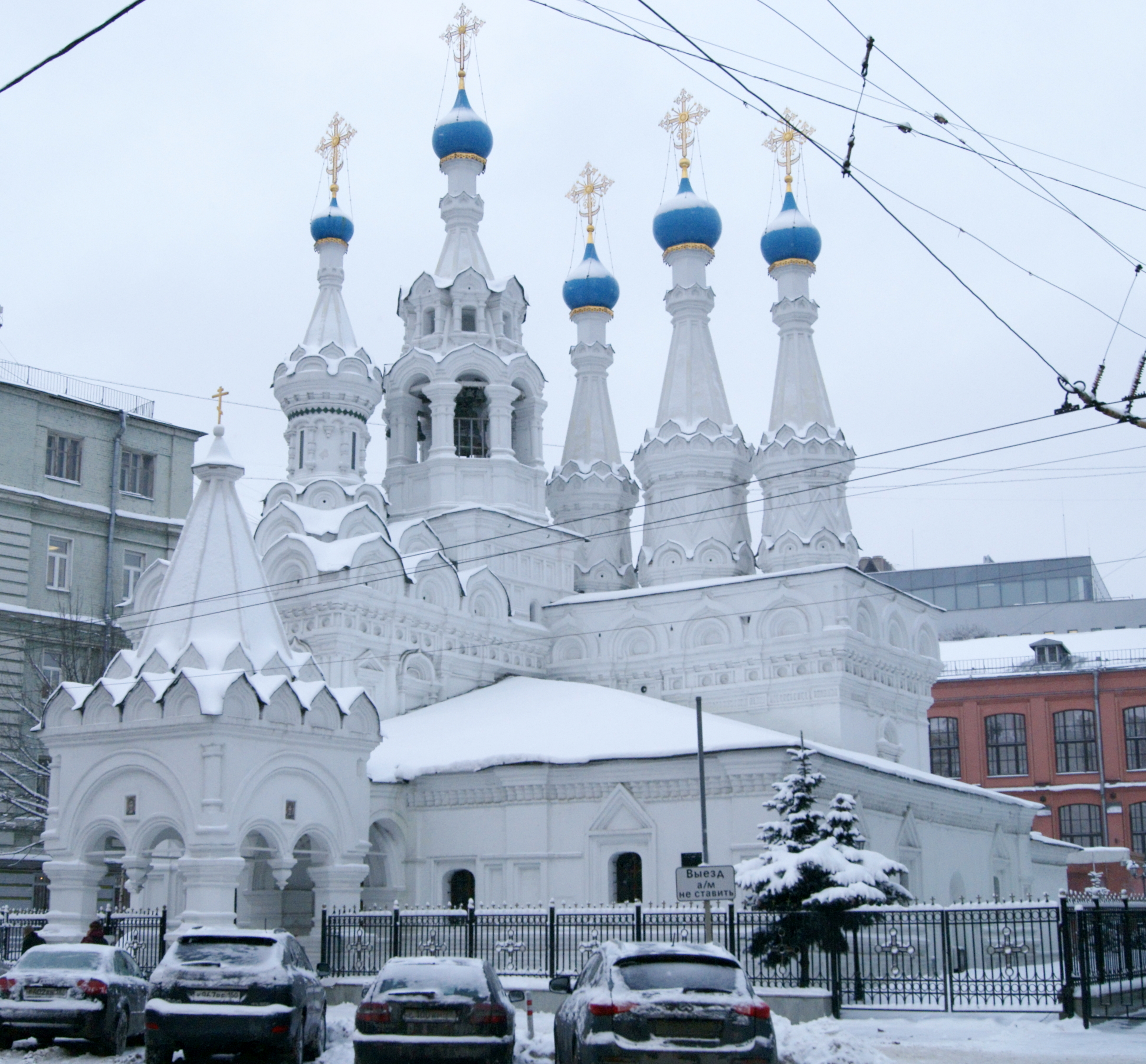
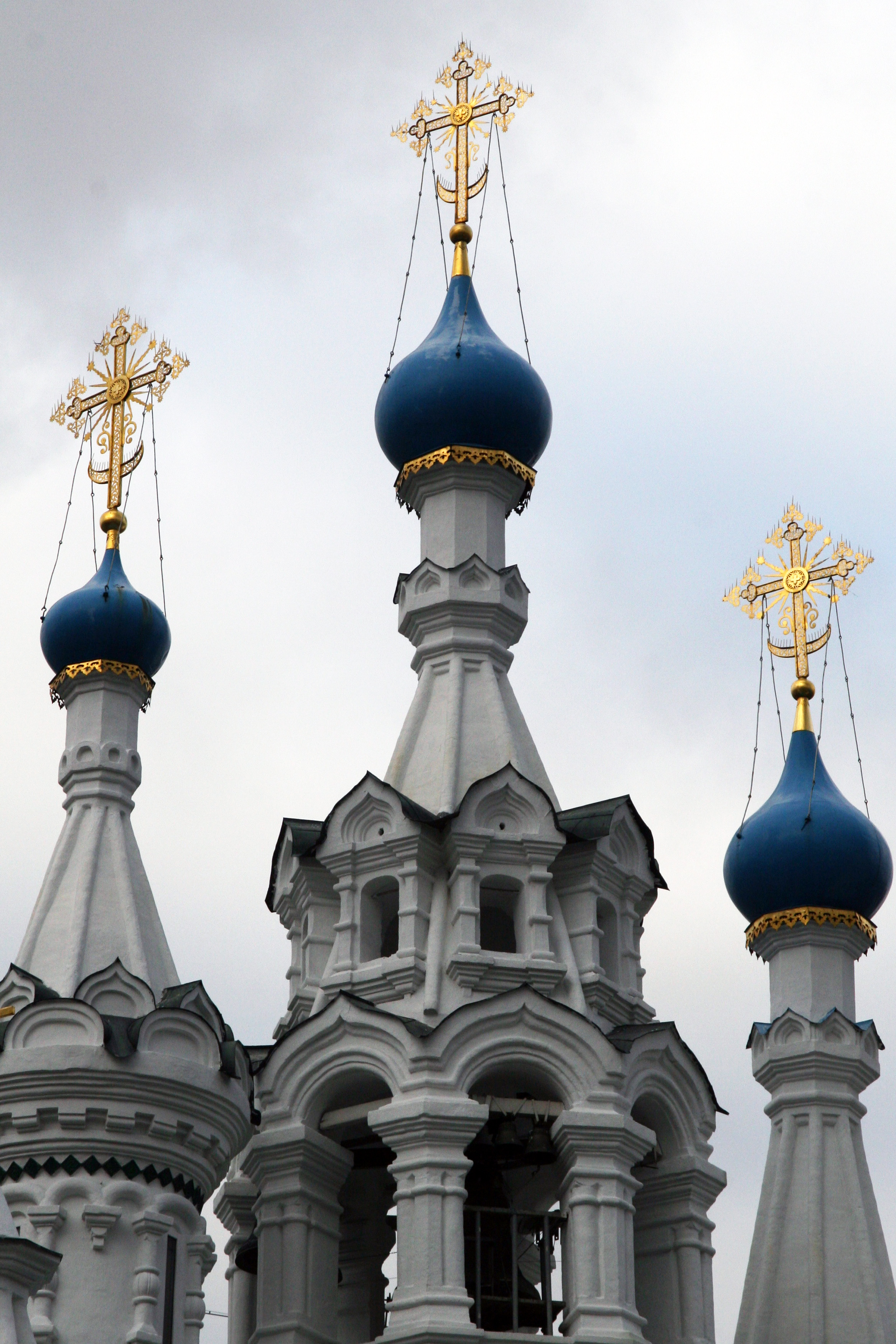